# Karoowia perspersa
Karoowia perspersa är en lavart som först beskrevs av Stizenb., och fick sitt nu gällande namn av Hale. Karoowia perspersa ingår i släktet Karoowia och familjen Parmeliaceae.   Inga underarter finns listade i Catalogue of Life.